# 한자통일회이등박문추도회
한자통일회이등박문추도회(漢字統一會伊藤博文追悼會)는 1909년 12월에 대한제국에서 조직된 단체이다.

## 개요
단체의 설립 목적은 그해 10월 26일에 안중근에게 살해된 이토 히로부미를 위한 추도회를 개최하는 것이었다. 이 단체를 조직한 주체는 한자통일회이나, 한자통일회의 실체에 대해서는 1908년에 고위 관료인 학부대신 이재곤과 대한제국 중추원 고문 박제순이 발기한 단체라는 점 외에 잘 알려진 바가 없다.
한자통일회이등박문추도회는 12월 7일 발기되었고, 이토 사망 50일을 이틀 앞둔 12월 12일에 추도회를 개최했다. 이 추도회는 당시 총리대신이던 이완용 계열이 주도하였다. 한일 병합 조약 체결을 앞둔 이 무렵에는 송병준의 일진회와 이완용의 반일진회 세력의 대립이 정국을 이끌고 있었다.

## 추도회와 참석자
한자통일회이등박문추도회는 고위 각료들이 참여한 추도회를 서울 영도사에서 거행한 뒤 따로 모여서 비밀회의를 개최했다. 비밀회의가 열린 까닭은 내각 공격에 대한 예방책을 강구하기 위한 것이었고, 이는 일진회의 반이완용 노선에 대한 대비책을 지칭하여 추도회 자체가 반일진회 성격이 농후한 행사였던 것으로 추정된다.
주요 인물은 발기자인 이재곤 외에 유길준과 지석영, 이완용 등이 있다. 추도회에서는 한성부민회장이며 이토 장례식에도 참석한 유길준이 〈이등공의 역사〉라는 제목으로 연설하고, 이재곤은 개회 취지를 설명했다. 지석영은 추도문을 낭독하였고 이완용은 위문사를 읽었다.

## 참고자료
- 친일인명사전편찬위원회 (2004년 12월 27일). 《일제협력단체사전 - 국내 중앙편》. 서울: 민족문제연구소. 78-79쪽쪽. ISBN 8995330724.